# Teófilo Noris
Teófilo Noris Cibrián (Nació en el mineral de El Rosario, Sinaloa, (México). El 9 de enero de 1829 - 28 de agosto de 1909). Hijo de Joaquín Noris, militar del Ejército Republicano y Victoriana Cibrián.
Siguiendo la vocación de su padre en la carrera de las armas. Ingresa a los 16 años al Colegio Militar con grado de cabo, alcanza por méritos propios el grado de Sargento Segundo y comanda la Segunda Compañía de cadetes en la defensa del castillo de Chapultepec durante la Guerra de Intervención estadounidense, luchando de esta manera como uno más de los Niños Héroes.
Se cree que en 1907 Genaro Estrada Félix publica en el periódico del Colegio Rosales una entrevista realizada a Teófilo Noris con motivo del 60 aniversario de la gesta heroica de los Niños Héroes.
Teófilo Noris, hablando desde la altura nevada de sus 80 años, describió en páginas que guardan amorosamente sus hijos, la epopeya:

"A nosotros se nos había confiado la guardia del Hospital de Sangre. Éste se encontraba situado al lado oriente de Chapultepec. En el occidente del Colegio, que estaba defendido por la Primera Compañía, al mando del general Monterde, el tiroteo había principiado desde por la mañana del día 13. Los de la segunda que éramos 40 alumnos, 4 cabos y yo, que era el sargento, no habíamos sido molestados en nada. Como a las 12 del día, recibimos aviso de que la posición llamada Caballero Alto se había rendido y que ya los estadounidenses se dirigían a nosotros. El oficial de nuestra compañía, Miguel Poucel, nos ordenó inmediatamente ponernos sobre las armas.

"Lo recuerdo perfectamente. Era Andrés Mellado quien estaba de centinela avanzado, y quien entre la emoción profunda que nos embargaba a los cadetes, dejó repercutir el esperado grito:
-¡Alto! ¿Quién vive?-
"¡Que momento aquel! Pensamos en un segundo en los nuestros, en el hogar, en los amigos, en la Patria, en el honor... Y un aliento de gloria nos trastornó, nos embriagó, y, anonadados, corrimos a las armas, volamos sobre las cajas de parque, tomamos nuestras posiciones y no hicimos esperar la respuesta a los primeros tiros de la fusilería enemiga...

"Sobre los parpetos estábamos inmóviles, cargando los fusiles y veíamos al centinela, sonríente, que se detenía de cuando en cuando para contestar alguna bala que cerca le pasaba, silbando siniestramente...

El municipio de Rosario lo considera como un personaje ilustre de Sinaloa.
- Datos: Q6143822